# Sense and Sensibility (mini-série, 1981)
Sense and Sensibility est une mini-série britannique en sept épisodes de 30 minutes réalisée par Rodney Bennett, diffusée du 1er février au 15 mars 1981 sur BBC One.
Elle met en vedette Irene Richard dans le rôle d’Elinor Dashwood et Tracey Childs dans celui de Marianne Dashwood. La série a aussi été diffusée au Danemark sous le titre Fornuft og følelse, en Finlande sous le titre Järki ja tunteet, et en Espagne sous le titre Sentido y sensibilidad.
Elle reste inédite dans tous les pays francophones.

## Fiche technique
- Titre original : Sense and Sensibility
- Réalisation : Rodney Bennett
- Scénario : Alexander Baron et Denis Constanduros
- Directeur de la photographie : Malcolm Banthorpe
- Musique originale : Dudley Simpson
- Costumes : Dorothea Wallace
- Responsable artistique : Stefan Pstrowski
- Producteur : Barry Letts
- Pays :  Royaume-Uni
- 1re diffusion : 1981

## Distribution
- Irene Richard : Elinor Dashwood
- Tracey Childs : Marianne Dashwood
- Bosco Hogan (en) : Edward Ferrars
- Robert Swann (en) : le colonel Brandon
- Diana Fairfax : Mrs Dashwood
- Peter Woodward (en) : John Willoughby
- Donald Douglas : Sir John Middleton
- Annie Leon : Mrs Jennings
- Peter Gale : John Dashwood
- Amanda Boxer (en) : Fanny Dashwood
- Julia Chambers (en) : Lucy Steele
- Elizabeth Benson : Mrs Wallis
- Marjorie Bland : Lady Middleton
- Philip Bowen (en) : Robert Ferrars
- Christopher Brown : Mr Palmer
- Pippa Sparkes : Nancy Steele
- Hetty Baynes (en) : Charlotte Palmer
- Margot Van der Burgh : Mrs Ferrars
- William Lawford : Clay
- Raymond Mason : Mr Harris
- John Owens : Tom
- Gina Rowe : Susan
- John Woodnutt : Mr Ingall

## Lieux de tournage
- Babington House (en), Babington, Somerset (en), Angleterre, Royaume-Uni

(Norland)
- Bath, Somerset

(rues de Londres, extérieurs)
- Came Cottage, Dorchester, Dorset

(Barton cottage)
- Came House, Dorchester, Dorset

(Barton Park)
- Crowcombe Court (en), Crowcombe, Somerset

(la maison de Mrs Jennings à Londres)
- Hatch Court (en), Taunton, Somerset

(Cleveland)